# Вольта (телесеріал)
«Вольта» — філіппінський телевізійний серіал на каналі ABS-CBN, який транслювався з 26 січня по 15 березня 2008 р. Фільм є серіалістичним фільмом 2004 року «Вольта» виробництва Star Cinema. Це був регіональний півфіналіст міжнародної премії «Еммі» 2008 року в категорії «Комедійна програма».

## Синопсис
Вольта, королева блискавок, б'є поганих хлопців з двома її дітьми, 220 (Салті) і 110 (Пеппер). Її чоловік, Марк, не має суперсил і не знає, що його дружина Перла — супергероїня Вольта, в яку він закоханий. Сім'я живе складним життям повним численних таємниць, коли Вольта намагається збалансувати своє життя як супергероїні та господині дому.
Допомагають їй у її складному житті найкращі подруги Дін-Дін та Ненсі. Ускладнення зростають, коли лиходійна «сім'я» з'являється, щоб затемнити дні Вольти і переїхати на околиці Перли, щоб жити по сусідству. Чи переможе Вольта коли-небудь проти свого злого ворога? Чи знайде її родина справжнє щастя?
Зрештою, Вольта жертвує стихією грому, щоб врятувати світ. Однак до того, як останній епізод закриється, на урядовому закладі клонування в Батангасі можна побачити зачіску волосся її ворога.

## Актори та персонажі
- Ай-Ай делас Алас — Перла Маггото / Вольта
- Діно Імперіал — Салті / 220
- Маріель Памінтуан — Пеппер / 110
- Джейсон Гайнза — Марк
- Євген Домінго — Ненсі
- Chokoleit † — Дін-Дін
- Джекі Лу Бланко — Чорна Хола Хола
- Карлос Моралес — Неймовірний Ханк
- DJ Durano — Ентоні
- Джессі Мендіола — Chappy Girl
- Квінтін Аліанса — Ice Ice Baby
- Хлопчик Абунда — Ама

## Виробництво
Серіал був адаптований за однойменним фільмом 2004 року «Вольта» після того, як фільм збирав високі рейтинги щоразу, коли він виходив на телебаченні. Режисер Венн Дерамас профінансував ідею Чаро Сантоса зробити телевізійний серіал екранізацією фільму.
Дерамас сказав, що створення екранізації є вигідним, поки фільм ще свіжий у свідомості людей, вважаючи, що вони побачать зміни в житті головного героя — Перли, починаючи від того, як дівчина знайде своє справжнє кохання у фільмі до домогосподарки в телесеріалі.
Він наполягає на тому, що серіал відрізняється від фільму, і додав деякі нові елементи у телевізійний серіал. Серіал розпочався з Перли, яка відійшла від своїх обов'язків супергероїні як Вольти, з її чоловіком Марком, від якого у неї є двоє дітей — Салті та Пеппер, які пізніше з'ясуються, що успадкували її надпотужності.
Венн представив родину Маскуладо, яка виступає антагоністами серіалу. Сім'я — інопланетяни, які приїхали з іншої планети і були заслані на Землю через зловживання своїми наддержавами у рідному світі. Режисер назвав натхнення для цього рішення анімаційним фільмом Pixar «Суперсімейка», за винятком того, що він створив сім'ю з суперсилами як антагоністами, на відміну від анімаційного фільму, в якому зображена сім'я супергероїв. Костюм супергероя Вольти також змінили, щоб він став більш космополітичним та сучасним.

## Тема пісні Вольта
- Vincent de Jesus[en] (Вінсент де Ісус) — оригінальна тема та музична партитура